# ピンチクリフ・グランプリ
『ピンチクリフ・グランプリ』（原題：Flåklypa Grand Prix）は、1975年にノルウェーで製作された人形アニメ映画である。この映画はノルウェー映画史上最大のヒット作となり、1993年にはチケットの累計売上枚数が500万枚を突破した。これはノルウェーの人口（約470万人）よりも多い。

## あらすじ
自転車修理工のレオドルは、ピンチクリフ村の高台でアヒルのソランとハリネズミのルドビグと一緒に暮らしていた。ある日、レオドルは新聞にルドルフというレーサーが、スーパーカー「ブーメラン・ラピド号」でレースに出場するという記事が載っているのに気が付く。ルドルフはレオドルの元弟子で、レオドルの発明したエンジンの設計図を盗み、そのエンジンを使ってレースに出場していたのである。レオドルは、スーパーカー「イル・テンポ・ギガンテ号」でルドルフに勝負を挑むことを決意するが、資金が無く途方にくれてしまう。しかし、ソランの機転でアラジン石油の会長フィファザンをスポンサーとして取り付けることに成功し、イル・テンポ・ギガンテ号を完成させる。そしてレース当日、イル・テンポ・ギガンテ号はルドルフらの工作や妨害に苦しめられながらも勝利するのであった。

## その他
映画の宣伝のため、イル・テンポ・ギガンテ号のほぼ実物大の車両が制作された。実際に走行させることが出来る。